# غيل نورتون
غيل نورتون (بالإنجليزية: Gale Norton)‏ (و. 1954 – م) هي محامية من الولايات المتحدة الأمريكية ولدت في ويجيتا، كانساس. تولت منصب وزير الداخلية من عام 2001 إلى 2006 في عهد الرئيس جورج دبليو بوش، وهي أول مرأة تشغل هذا المنصب.

## التعليم
تعلمت في جامعة دنفر.

## روابط خارجية
- غيل نورتون على موقع مونزينجر (الألمانية)
- غيل نورتون على موقع إن إن دي بي (الإنجليزية)